# Censo peruano de 2017
El XII Censo de Población, VII de Vivienda y III de Comunidades Indígenas o censo peruano de 2017, promocionado simplemente como censo 2017 fue el décimo segundo censo nacional de población, séptimo de vivienda y tercero de comunidades indígenas que llevó a cabo el Instituto Nacional de Estadística e Informática (INEI) en 2017. El trabajo censal consideró una enumeración detallada de la población peruana así como de sus viviendas y condiciones de vida. Se dividió en dos para un mejor manejo; el sector urbano y el sector rural; el primero inició y debió terminar el 22 de octubre pero fue extendido hasta el 5 de noviembre del 2017, por la parte del sector rural. La fecha de inicio fue el 23 de octubre y concluyó el 5 de noviembre del mismo año. Su lema es «Tú cuentas para el Perú».

## Preparación

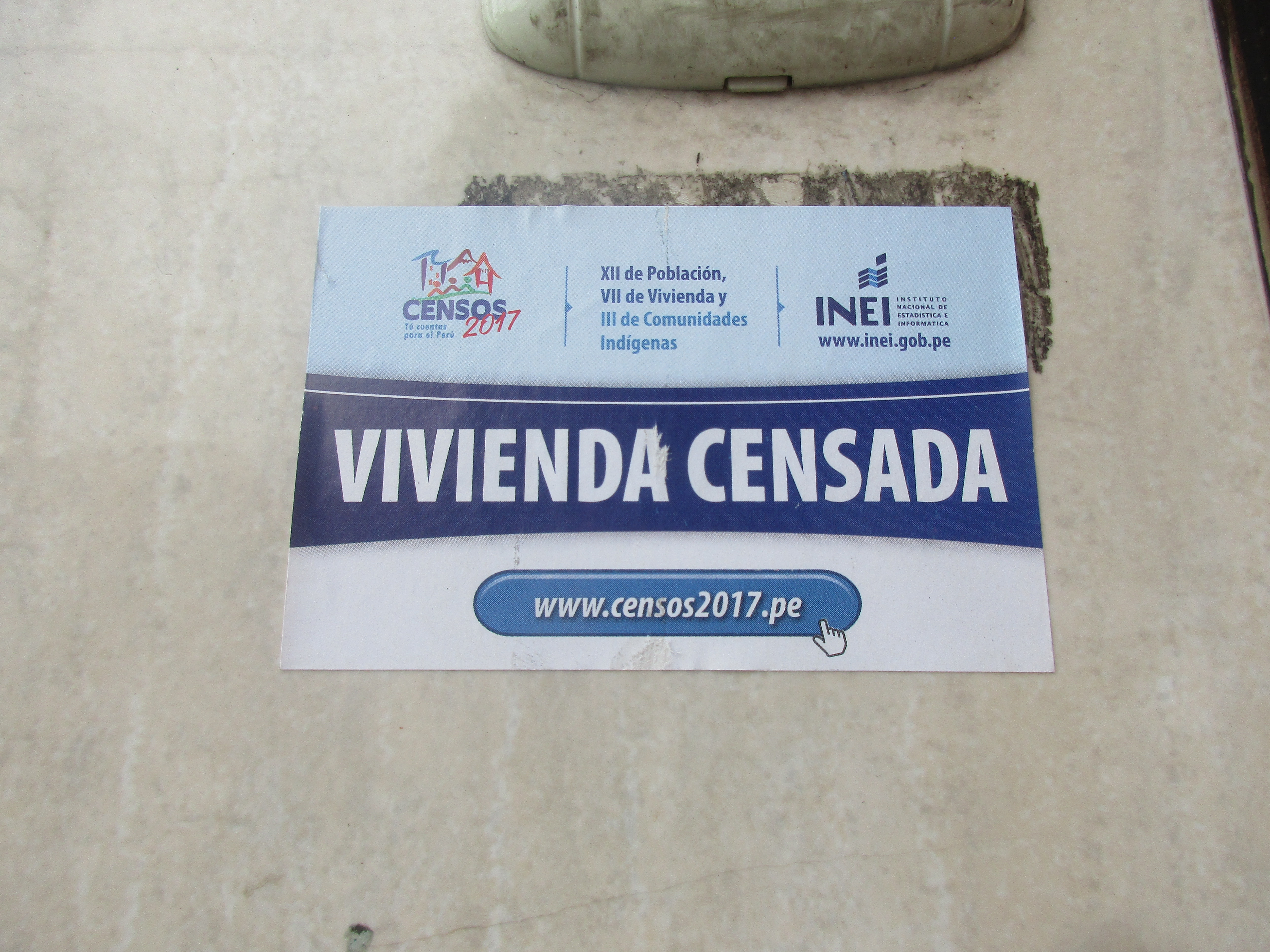
Etiqueta que se coloca a una casa censada.

### Sector urbano
El 25 de septiembre de 2015 se declaró de interés y de prioridad nacional la ejecución de los censos nacionales.
Para 2015 y 2016 se previó realizar la actualización de la cartografía para el censo. El costo de este censo fue estimado en S/ 170 millones de soles.
El 11 de enero de 2017 se instaló la comisión consultiva. Se previó contar por primera vez con georreferencias de las viviendas del Perú y centros poblados.

#### Aumento de horas y días
Ante la falta de tiempo que duró el censo en ciudades como Iquitos la actividad se extendió hasta la medianoche; Aníbal Sánchez, jefe del Instituto Nacional de Estadística e Informática (INEI); expresó que solo en Lima del 2% al 3% de hogares faltaban censarse por lo cual por orden oficial el censo urbano se extendió paralelamente a la fecha del censo rural el cual terminó el 5 de noviembre.

### Sector rural
El gobierno anunció que el censo en las zonas rurales del país se realizaría del 23 de octubre al 5 de noviembre por las largas distancias entre los pueblos y villas y la diversa geografía peruana.

## Organización

### Preguntas

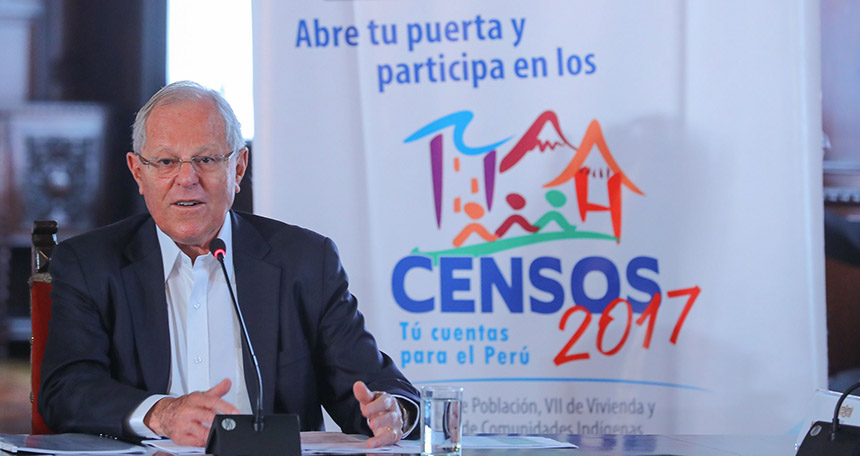
El presidente de la República Pedro Pablo Kuczynski invitando a la población a participar en el Censo 2017.

El cuestionario tendrá 47 preguntas referentes a la vivienda y servicios básicos; al hogar; la migración del hogar y conformación de las familias, sobre enfoque de género, de discapacidad y de etnicidad.
Se incorporará preguntas de autoidentificación étnica en censo de 2017.

### Crítica

#### Cuestionario

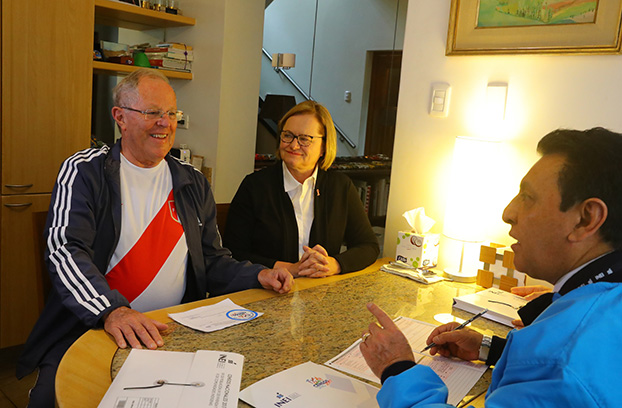
El presidente de la República Pedro Pablo Kuczynski respondió blanco sobre la pregunta sobre costumbres y antepasados.

El censo tampoco estuvo apartado de polémica desde un comienzo se criticó una imagen que se encontraba en el Manual de Empadronador, en la cual supuestamente se denigraba la imagen de la mujer al ponerla como la ama de casa mientras que los demás miembros de la familia realizaban otras cosas. También un grupo de personas criticaron la pregunta en la cual se preguntaba el origen étnico de los empadronados:
"Por sus costumbres y sus antepasados, ¿Usted se siente o considera?"
-Quechua.
-Aimara.
-Nativo o indígena de la amazonía.
-Perteneciente o parte de un pueblo indígena u originario.
-Negro, moreno, zambo, mulato/ pueblo afroperuano o afrodescendiente.
-Blanco.
-Mestizo.
El INEI a consecuencias expresó: "Esta pregunta se viene trabajando en los últimos cuatro años. Venimos discutiendo con varios grupos en un comité técnico de estadísticas de etnicidad, ahí se planteó la pregunta de autoidentificación, porque es necesario conocer cómo vive cada grupo étnico en nuestro país, cuáles son sus condiciones de vida, de vivienda, de educación, de salud, de empleo". Por otra parte también el ciudadano Vincent Dumortier de origen belga dijo que se negaría a responder la pregunta sobre pertenencia a alguna religión y que tampoco dejaría entrar a los empadronadores porque eso significa una violación a la privacidad del individuo tal como lo expresa la constitución peruana. Otras preguntas como el de asignar al jefe familiar también fue duramente criticado.

#### Inamovilidad ciudadana

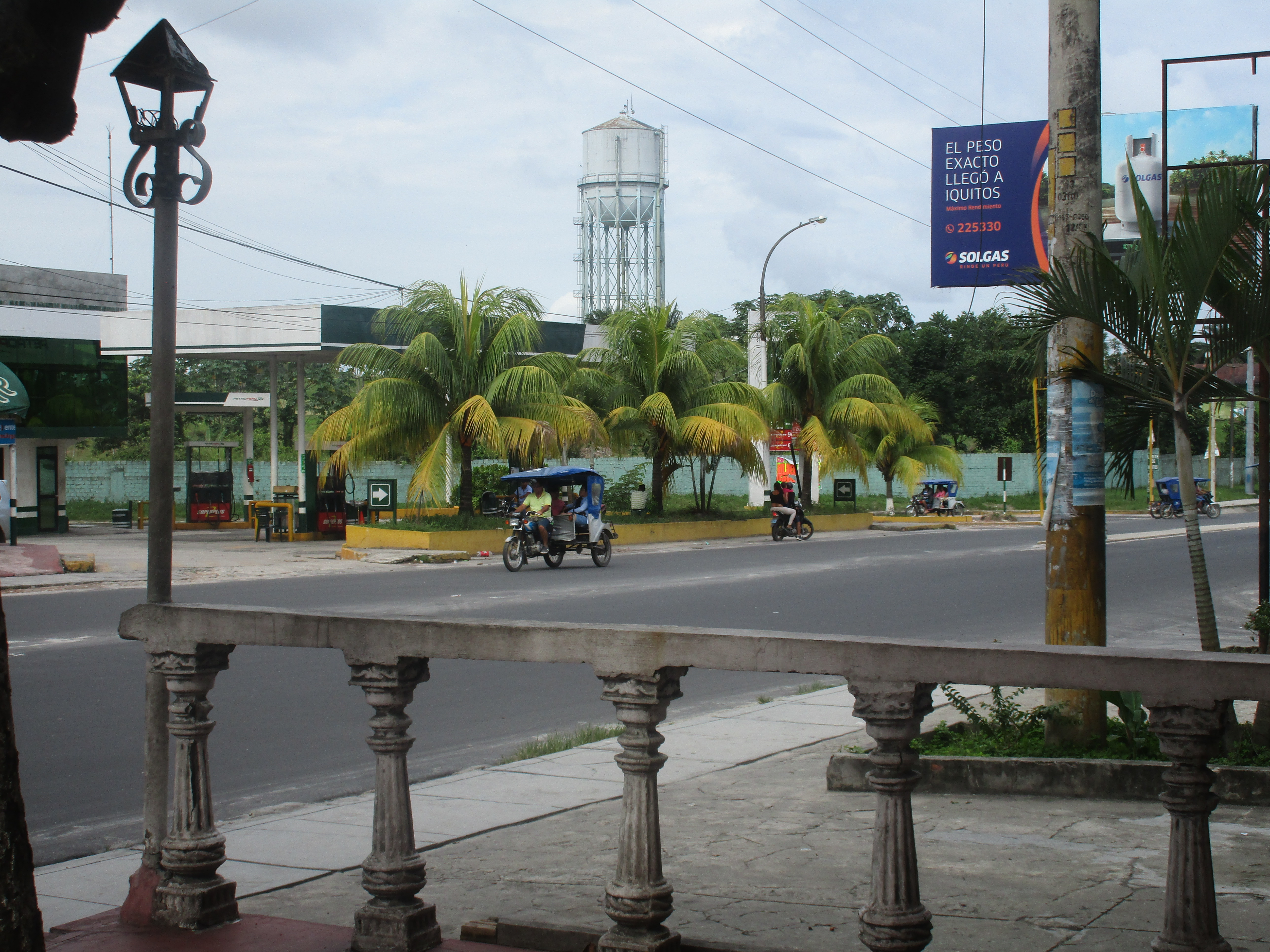
Avenida José Abelardo Quiñones de Iquitos, se vio casi despoblada durante el censo urbano.

Se expresó que durante y después del censo en todo el 22 de octubre las personas deberán permanecer en sus casas sin importar si ya fueron censadas, si no se cumple esto serán detenidos por la policía en una especie de toque de queda y luego llevados a la comisaría más cercana. Esto fue duramente criticado y como tal el ministro del interior Carlos Basombrío dijo: "Salir durante el Censo no es delito, es indiferencia frente las necesidades del país", provocando la molestia de los ciudadanos. Por la constante precio el mismo Basombrío dijo: "Ninguna persona será detenida este domingo en el Censo" y también dio como orden que las personas que por algún motivo sean llevadas a la comisaría serán censadas en esos lugares.

#### Publicidad en el censo
Durante el censo varias de las etiquetas que eran colocadas afuera de las casas censadas llevaban publicidad de varias empresas y organizaciones privadas como la Universidad César Vallejo o NAOW Group Perú, el INEI explicó que tiene convenios con dichas empresas y organizaciones, además también dijeron que están recibiendo ayuda de gobernadores regionales y empresarios.

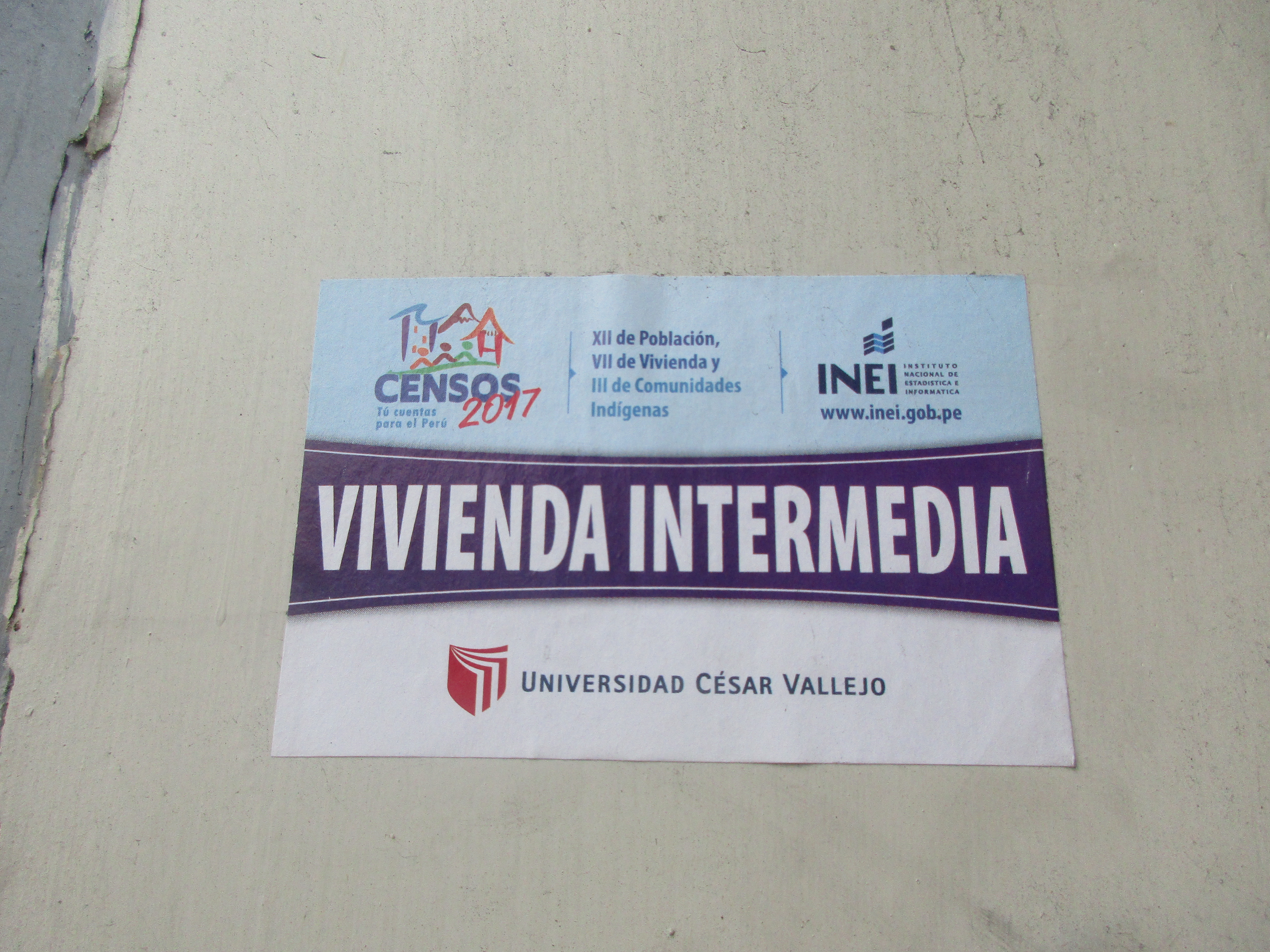
Etiqueta del Censo 2017 con publicidad de la Universidad César Vallejo.
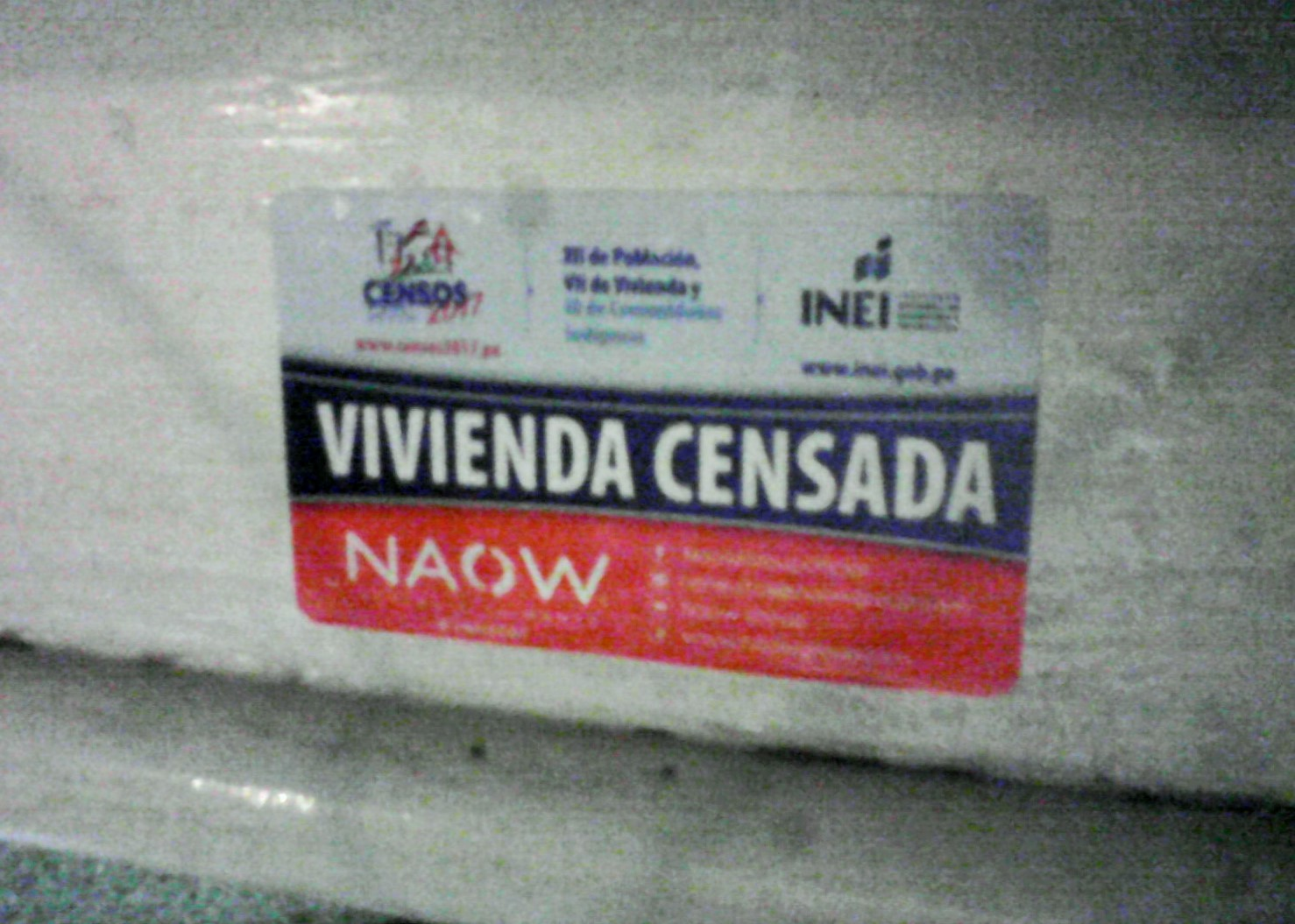
Etiqueta del Censo 2017 con publicidad de NAOW Group Perú.

La municipalidad del distrito de Florencia de Mora de Trujillo hizo viral unas imágenes en las cuales varios polos de empadronadores llevan el logo de una empresa privada perteneciente al empresario y postulante al Gobierno Regional de La Libertad Ydelso Terrones, algo similar ocurrió con un aspirante a la alcaldía del distrito de Miraflores en Lima.

#### Incidentes

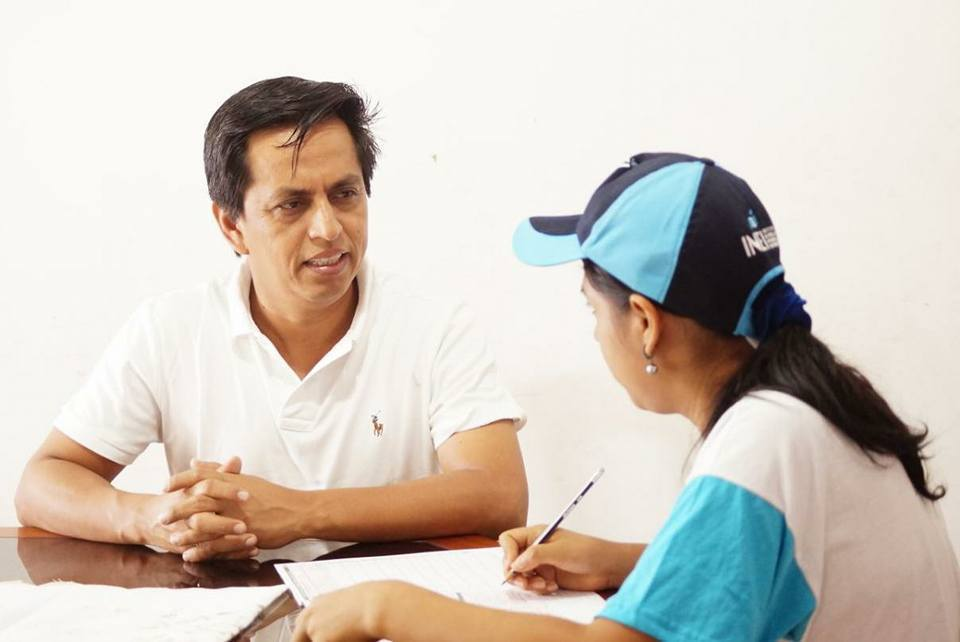
Empadronadora censando al gobernador regional de Loreto Fernando Meléndez Celis.

En la aplicación del sector urbano del 22 de octubre un grupo de ciudadanos denunciaron que incluso terminada la hora oficial de la actividad aún no habían sido censados, los empadronadores explicaron que esto se debió principalmente porque no contaban con material suficiente y en otros casos las cédulas e implementos les fueron entregados a después de las 8:00 a. m. originando un atrasado considerable. A nivel nacional varios empadronadores siguieron censando pasando las 6:00 p. m.; en ciudades como Lima, Chiclayo, Chimbote y Sullana se registraron robos y ataques hacia los empadronadores, por otra parte en la ciudad de Chiclayo quedó detenido a un sujeto que se hacía pasar por empadronador.
En el distrito de Villa El Salvador de Lima, una censista fue violentada sexualmente por el ciudadano Marco Antonio Luza Segundo cuando se encontraba realizando la labor de empadronamiento; esta acusó al INEI de pedirle que no hiciera público el caso. En 2018 fue condenado a seis años de prisión y a pagar una reparación civil de cinco mil soles.

#### Problema limítrofe entre las provincias de La Convención y Calca
En la provincia de La Convención del departamento del Cuzco se suspendió el censo durante las primeras horas de la mañana tras recibir varias quejas de empadronadores que eran amenazados por un conflicto limítrofe que existe con la provincia de Calca sobre el distrito de Quellouno, a pesar de esto si se logró restaurar el orden específicamente en seis de los catorce distritos de la provincia en los cuales se reanudó el censo.

## Resultados
Los primeros resultados fueron presentados por el INEI el 25 de junio de 2018, determinándose que la población efectivamente censada fue de 29 381 884 millones de personas y que la población total (que incluye a la población omitida en el censo) era de 31 237 385 millones de habitantes.

### Población
| Censo | Población censada | Población omitida | Población Total |
| ----- | ----------------- | ----------------- | --------------- |
| 1940  | 6 207 967         | 815 144           | 7 023 111       |
| 1961  | 9 906 746         | 513 611           | 10 420 357      |
| 1972  | 13 538 208        | 583 356           | 14 121 564      |
| 1981  | 17 005 210        | 757 021           | 17 762 231      |
| 1993  | 22 048 356        | 591 087           | 22 639 443      |
| 2007  | 27 412 157        | 808 607           | 28 220 764      |
| 2017  | 29 381 884        | 1 855 501         | 31 237 385      |

 Nota: La población censada incluye a las personas que fueron registradas durante el día del censo. La población no registrada ese día (población omitida) es incorporada posteriormente por el INEI a la contabilización total.
| Orden | Departamento  | Población censada 2007 | Población censada 2017 | Cambio    |
| ----- | ------------- | ---------------------- | ---------------------- | --------- |
| 1     | Lima          | 8 442 409              | 9 485 405              | 1 042 996 |
| 2     | Piura         | 1 676 315              | 1 856 809              | 180 494   |
| 3     | La Libertad   | 1 617 050              | 1 778 080              | 161 030   |
| 4     | Arequipa      | 1 152 303              | 1 382 730              | 230 427   |
| 5     | Cajamarca     | 1 387 809              | 1 341 012              | −46 797   |
| 6     | Junín         | 1 225 474              | 1 246 038              | 20 564    |
| 7     | Cusco         | 1 171 403              | 1 205 527              | 34 124    |
| 8     | Lambayeque    | 1 112 868              | 1 197 260              | 84 392    |
| 9     | Puno          | 1 268 441              | 1 172 697              | −95 744   |
| 10    | Ancash        | 1 063 459              | 1 083 519              | 20 060    |
| 11    | Callao        | 879 679                | 994 494                | 114 815   |
| 12    | Loreto        | 891 732                | 883 510                | −8 222    |
| 13    | Ica           | 711 932                | 850 765                | 138 833   |
| 14    | San Martín    | 728 808                | 813 381                | 84 573    |
| 15    | Huánuco       | 762 223                | 721 047                | −41 176   |
| 16    | Ayacucho      | 612 489                | 616 176                | 3 687     |
| 17    | Ucayali       | 432 159                | 496 459                | 64 300    |
| 18    | Apurímac      | 404 190                | 405 759                | 1 569     |
| 19    | Amazonas      | 375 993                | 379 384                | 3 391     |
| 20    | Huancavelica  | 454 797                | 347 639                | −107 158  |
| 21    | Tacna         | 288 781                | 329 332                | 40 551    |
| 22    | Pasco         | 280 449                | 254 065                | −26 384   |
| 23    | Tumbes        | 200 306                | 224 863                | 24 557    |
| 24    | Moquegua      | 161 533                | 174 863                | 13 330    |
| 25    | Madre de Dios | 109 555                | 141 070                | 31 515    |
|       | Perú          | 27 412 157             | 29 381 884             | 1 969 727 |

### Autoidentificación étnica
| Autoidentificación étnica | Autoidentificación étnica | Autoidentificación étnica | Autoidentificación étnica | Autoidentificación étnica |
| ------------------------- | ------------------------- | ------------------------- | ------------------------- | ------------------------- |
| Autoidentificación        | Autoidentificación        |                           | Porcentaje                | Porcentaje                |
| Mestizo                   | Mestizo                   |                           | 60.2 %                    | 60.2 %                    |
| Quechua                   | Quechua                   |                           | 22.3 %                    | 22.3 %                    |
| Blanco                    | Blanco                    |                           | 5.9 %                     | 5.9 %                     |
| Afrodescendiente          | Afrodescendiente          |                           | 3.6 %                     | 3.6 %                     |
| Aimara                    | Aimara                    |                           | 2.4 %                     | 2.4 %                     |
| Otro                      | Otro                      |                           | 5.6 %                     | 5.6 %                     |

En el Censo de 2017 se incluyó por primera vez una pregunta sobre autopercepción étnica de la población de 12 y más años de edad. Se formuló una pregunta de cómo se consideran o autoperciben por sus costumbres y sus antepasados.  
De los 23 millones 196 mil 391 habitantes de 12 y más años de edad, el 60,2% (13 millones 965 mil 254 personas) informaron autopercibirse Mestizo, el 22,3% (5 millones 176 mil 809) de origen Quechua; el 5,9% (1 millón 366 mil 931) se sienten de origen Blanco; el 3,6% (828 mil 841) Afrodescendiente y el 15,4% (548 mil 292) de origen Aimara. El Censo registró a 79 mil 266 personas que se consideran nativo o de la Amazonía; 55 mil 489 personas que se autoidentifican como Ashaninka; 37 mil 690 personas de origen Awajún; 25 mil 222 como Shipibo Konibo y 49 mil 838 personas como parte de otro Pueblo Indígena u Originario. Asimismo, se registraron a 22 mil 534 personas que por sus costumbres y antepasados se autoidentifican como Nikkei y 14 mil 307 como Tusan. En el grupo de otros se incluye una amplia diversidad de autoidentificaciones y agrupa a 254 mil 892 personas. No respondieron 771 mil 26 personas (3,3% del total).
Cabe señalar que estos resultados se refieren a la percepción que las personas censadas tienen de sí mismas, la cual puede no coincidir con el grupo étnico al que realmente pertenecen.

### Lengua materna
| Lengua materna en el Perú | Lengua materna en el Perú | Lengua materna en el Perú | Lengua materna en el Perú | Lengua materna en el Perú |
| ------------------------- | ------------------------- | ------------------------- | ------------------------- | ------------------------- |
| Lengua materna            | Lengua materna            |                           | Porcentaje                | Porcentaje                |
| Español (castellano)      | Español (castellano)      |                           | 82.6 %                    | 82.6 %                    |
| Quechua                   | Quechua                   |                           | 13.9 %                    | 13.9 %                    |
| Aimara                    | Aimara                    |                           | 1.7 %                     | 1.7 %                     |
| Otras lenguas nativas     | Otras lenguas nativas     |                           | 0.8 %                     | 0.8 %                     |
| Otras lenguas             | Otras lenguas             |                           | 0.3 %                     | 0.3 %                     |

Según el Censo de 2017 el Español (Castellano) es el idioma que la mayoría de la población del país aprendió hablar en su niñez. Se registró 22 millones 209 mil 686 personas (82,6%) de la población de 5 y más años de edad que manifestó haber aprendido este idioma en la niñez; seguido del Quechua con 3 millones 735 mil 682 (13,9%), Aimara 444 mil 389 personas (1,7%); otra lengua nativa 210 mil 17 personas (0,8%) y otro tipo de lengua 83 mil 981 (0,3%). También se registraron 48 mil 910 personas que manifestaron tener como lengua materna un idioma extranjero, 24 mil 624 personas que no escuchan ni hablan y 10 mil 447 personas que aprendieron en su niñez como lengua materna señas peruanas. 
Según área de residencia, en el área urbana la mayoría de la población, es decir 18 millones 822 mil 778 personas (87,9%) aprendió en la niñez el idioma Castellano y 2 millones 344 mil 487 (11,0%) manifestaron haber aprendido una lengua autóctona o nativa (Quechua o Aimara u otra lengua nativa). En el área rural 3 millones 386 mil 908 (61,8%) de la población aprendió el Castellano y 2 millones 45 mil 601 (37,4%) una lengua nativa, especialmente el Quechua (30,3%). 

### Religión
| Religión en Perú | Religión en Perú | Religión en Perú | Religión en Perú | Religión en Perú |
| ---------------- | ---------------- | ---------------- | ---------------- | ---------------- |
| Religión         | Religión         |                  | Porcentaje       | Porcentaje       |
| Catolicismo      | Catolicismo      |                  | 76.0 %           | 76.0 %           |
| Protestantismo   | Protestantismo   |                  | 14.1 %           | 14.1 %           |
| Ninguna          | Ninguna          |                  | 5.1 %            | 5.1 %            |
| Otras religiones | Otras religiones |                  | 4.8 %            | 4.8 %            |

El Censo de 2017 arrojó como resultado que casi tres cuartas partes de la población se identificaba como católica (76,0%); siendo la cuarta parte restante conformada por: la población evangélica (14,1%); aquellos que no profesan ninguna religión (5,1%) y quienes profesan otras religiones (4,8%). 
En los departamentos de la costa peruana poco más del 75% de su población mayor de 12 años declaró profesar la religión católica, mientras que los departamentos con menor proporción de fieles católicos fueron Ucayali (58,0%), San Martín (60,3%) y Amazonas (63,9%). 
Por su parte los departamentos con mayor proporción de profesantes de la fe evangélica fueron: Ucayali (27,6%), Huánuco (26,4%), Huancavelica (25,2%), Loreto (24,2%), Pasco (23,8%), Amazonas (23,0%) y San Martín (22,1%).
Así también, los departamentos con mayor población sin religión (ateos y agnósticos) en proporción fueron: San Martín (11,3%), Ucayali (9,1%), Amazonas (8,0%), Madre de Dios (7,5%), La Libertad (7,2%), la provincia de Lima (6,5%) y Tacna (6,4%).
Las ciudades con mayor población sin religión (ateos y agnósticos) son Lima, Paita, Tarapoto y Talara.

### Las preguntas del Censo
- Cédula censal 2017

### Sobre el INEI
- Sitio web oficial
- Sitio oficial del Instituto Nacional de Estadística e Informática - INEI Archivado el 12 de abril de 1997 en Wayback Machine.

| Predecesor: XI Censo Nacional de Población y VI de Vivienda (2007) | Censos en el Perú 2017 | Sucesor: XIII Censo Nacional de Población y VIII de Vivienda (2027) |

- Datos: Q18613799
- Multimedia: 2017 Peru Census / Q18613799